# Église Saint-Rémi d'Amifontaine
L'église Saint-Rémi d'Amifontaine est une église située à Amifontaine, en France.

## Localisation
L'église est située sur la commune de Amifontaine, dans le département de l'Aisne.